# Стерьос Даутис
Стерьос Даутис с псевдоним капитан Перифанос (на гръцки: Στέργιος Νταούτης, καπετάν Περήφανος), е гръцки революционер, деец на Гръцката въоръжена пропаганда в Македония от началото на XX век.

## Биография
Стерьос Даутис е роден във влашкото село Горно Шел, тогава в Османската империя. Присъединява се към гръцката пропаганда и става четник при Христос Прандунас в Ениджевардарското езеро, където са още Гоно Йотов и Георгиос Франгакос. Оглавява собствена чета и действа в района на езерото.
По време на Балканската война е подвойвода при Константинос Мазаракис, Василиос Ставропулос и Панайотис Пападзанетеас и участва в много сражения в Югозападна Македония. През Междусъюзническата война е четник при Михаил Анагностакос и участва в сраженията в Богданската планина и Лахна. По-късно действа с Георгиос Цондос в Северен Епир.